# Fittkauimyia disparipes
Fittkauimyia disparipes är en tvåvingeart som beskrevs av Karunakaran 1969. Fittkauimyia disparipes ingår i släktet Fittkauimyia och familjen fjädermyggor. Inga underarter finns listade i Catalogue of Life.